# Vila Beno Kabáta
Vila Beno Kabáta je rodinný dům čp. 118 v severočeské Dobříni. Stojí stranou zástavby na východním okraji obce, samostatně až za železniční tratí Praha – Podmokly. Jde o typ letního rodinného bydlení vyšší střední třídy z meziválečného období, sloužící k „útěku z města“ a reprezentaci. Novodobě byla přebudována na reprezentativní firemní sídlo.

## Historie
Vilu si nechal postavit pražský architekt Beno Kabát na pozemcích, které koupil v roce 1925. Stavba probíhala v letech 1926 až 1928. Rodina ji využívala jako letní sídlo, pobývala zde zhruba od května do října.
Po architektově smrti v roce 1943 vilu zdědila jeho dcera, filmová herečka Zita Kabátová. Ta ji však již v roce 1946 prodala manželům Blaženě a Josefu Zalabákovým. V roce 1961 dům i se zahradou získal do vlastnictví československý stát a ten jej předal do správy Místnímu národnímu výboru Dobříň, který budovu využíval jako úřad a knihovnu. V 90. letech dům koupila soukromá společnost zabývající se informačními technologiemi, která ji zrekonstruovala.

## Popis
Vila má železobetonový skelet kombinovaný s pálenými cihlami. Původně dřevěná konstrukce ploché střechy je krytá asfaltovou lepenkou se zaštěrkováním.
V přízemí vily byly původně převážně společné prostory - vstupní hala, společenská místnost s jídelnou, hudební koutek či zimní zahrada. Bylo tu také zázemí - kuchyně, spíž, sociální zařízení a pokoj pro služebnou. V patře se nacházely obytné pokoje rodiny a místnosti pro návštěvy. Ve zvýšeném suterénu pak bydlela rodina správce, která pečovala o chod domácnosti, o zahradu i přilehlé polnosti. K samotné vile přiléhal i vytápěný skleník. Součástí areálu pak byly garáže a zahradní doplňky jako bazény, sochy či betonový pařez s dutinou, model mlýna na vodoteči a další.
Po rekonstrukci na firemní sídlo dům disponoval vstupní halou a deseti kancelářemi, čtyřmi technickými místnostmi, kuchyňkou, několika sociálními zařízeními, 2 zimními zahradami a 3 terasami. Zahrada má rozlohu zhruba 6000 metrů čtverečních.